# El Deca (Cardonal)
El Deca es una localidad de México perteneciente al municipio de Cardonal en el estado de Hidalgo.

## Toponimia
Decá del idioma otomí que significa: Agua o Río de Cuervo.
otra traducción seria: Agua donde beben los cuervos. 

## Geografía
A la localidad le corresponden las coordenadas geográficas 20° 36’ 51.113” de latitud norte y 99° 8’ 28.206” de longitud oeste, con una altitud de 2022 m s. n. m. Se encuentra a una distancia aproximada de 7.02 kilómetros al oeste de la cabecera municipal, Cardonal.
En cuanto a fisiografía se encuentra dentro de las provincia del Eje Neovolcánico, dentro de la subprovincia de Llanuras y Sierras de Querétaro e Hidalgo; su terreno es de sierra y lomerío. En lo que respecta a la hidrografía se encuentra posicionado en la región Panuco, dentro de la cuenca del río Moctezuma, en la subcuenca del río Actopan. Cuenta con un clima templado subhúmedo con lluvias en verano, de menor humedad.

## Demografía
En 2020 registró una población de 1069 personas, lo que corresponde al 5.50 % de la población municipal. De los cuales 523 son hombres y 546 son mujeres. Tiene 281 viviendas particulares habitadas.
| Gráfica de evolución demográfica de El Deca entre 1950 y 2020                                |
|                                                                                              |
| Población de los censos y conteos del Instituto Nacional de Estadística y Geografía (INEGI). |

## Economía
La localidad tiene un grado de marginación medio y un grado de rezago social bajo.